# Mutazioni (film)
Mutazioni (The Bed-Sitting Room) è un  film del 1969 diretto da Richard Lester. È una storia di ambientazione fantascientifica post-apocalittica. Il film è tratto da un testo teatrale di John Antrobus e Spike Milligan

## Trama
Trascorsi alcuni anni da un conflitto nucleare che ha devastato il mondo si narra l'incontro di alcuni superstiti nella città di Londra, dove sono tutti vittime di mutazioni genetiche.

## Critica
Considerando gli incassi fu un insuccesso che pesò nell'immediato sulla carriera del regista.

## Riconoscimenti
- Avoriaz Fantastic Film Festival, 1976, premio speciale della giuria[2]
- Festival internazionale del cinema di Berlino, 1969, premio C.I.D.A.L.C. Ghandi Award.